# جون ألفرد اسكالي
جون ألفريد سكالي (بالإنجليزية: John Alfred Scali)‏ (و.27 أبريل 1918 – 9 أكتوبر 1995) دبلوماسي أمريكي، شغل منصب سفير الولايات المتحدة لدى الأمم المتحدة من 1973 إلى 1975. كما كان مراسلًا لقناة إيه بي سي نيوز منذ عام 1961.
خلال عمله كمراسل للقناة، أصبح وسيطًا خلال أزمة الصواريخ الكوبية، وبعد ذلك، ترك العمل في القناة عام 1971 للعمل كمستشار للشؤون الخارجية للرئيس نيكسون، وأصبح سفيرًا للولايات المتحدة لدى الأمم المتحدة في عام 1973. عاد اسكالي مرة أخرى إلى قناة إيه بي سي في عام 1975، حيث عمل فيها حتى تقاعده في عام 1993.

## روابط خارجية
- جون ألفرد اسكالي على موقع IMDb (الإنجليزية)
- جون ألفرد اسكالي على موقع مونزينجر (الألمانية)